# Matt Rife
Matthew Steven Rife (Columbus, 1995. szeptember 10. –)  amerikai komikus és színész. Legismertebb munkái közé tartoznak az önállóan készített Only Fans (2021), Matthew Steven Rife (2023) és a Walking Red Flag (2023) című vígjátéksorozatok, a 2023- as Natural Selection és Lucid című Netflix- különkiadások, valamint a Wild 'n Out című szkeccsimprovizációs vígjáték és rap sorozat korábbi visszatérő szerepe.

## Korai élet
Matt Rife az ohiói Columbusban született, és North Lewisburg faluban nőtt fel.   Élt New Albanyban és Mount Vernonban is.  Rife 14 évesen kezdett érdeklődni a humor iránt, amikor egy tanára azt mondta, hogy tehetségkutató lesz a középiskolájában. Egy barátja biztatására elment a műsorba – és egy évvel később, 15 évesen kezdett profi szinten fellépni.  Négy testvére van: három idősebb mostohanővére és egy fiatalabb féltestvére. 

## Karrier
2015-ben szereplőként kezdett a Wild 'n Out című műsorban, majd 2017-ben Matt Rife a TRL rövid életű újraindításának műsorvezetője volt, és szerepelt az MTV The Challenge: Champs vs. Stars című műsorában.  2018-ban szerepet játszott a Black Pumpkin című B-kategóriás slasher filmben.  Rife paranormális nyomozóként is szerepel az "Overnight" YouTube-csatornán.     2019-ben szerepelt továbbá a Bring the Funny című televíziós sorozatban,  ahol bejutott az elődöntős Showcase-be, de a 8. héten kiesett, valamint a Netflix Natural Selection című különkiadásában.
Rife saját gyártású vígjáték-különkiadásai az Only Fans (2021), a Matthew Steven Rife (2023) és a Walking Red Flag (2023) voltak.  Vendégszerepeket játszott a Wild 'n Out című szkeccskomédia és improvizációs vetélkedősorozatban, Brandon Blissként a Brooklyn Nine-Nine című vígjátéksorozatban, és Loganként a Fresh Off the Boat című sitcom televíziós sorozatban.  A New York Times 2022-ben „csak egy újabb küszködő utcai humoristaként” jellemezte, aki a következő évben a TikToknak köszönhetően vált népszerűbbé. 
2022 decemberében Rife leszerződött a Creative Artists Agency- vel (CAA).  2023 áprilisában kiadott egy öncímmel ellátott különkiadást Matthew Steven Rife-tól Valentin-napon .  Ezután 2023 júniusában kiadott egy másik különkiadást Walking Red Flag címmel, amely a tömegmunkára összpontosított. Rife kijelenti, hogy egy teljes különkiadást készített a közönség „vörös zászlóinak” témája köré, hogy megakadályozza a közönséget abban, hogy ezzel a részlettel megszakítsa a jövőbeli szettjeit. 
2023. november 15-én Rife kiadta Netflix stand-up különkiadását, a Natural Selection-t, amelyet a Vulture „félig unalmas faszos vicceknek... és teljesen visszataszítónak” minősített.  A Cracked a különkiadásról azt nyilatkozta, hogy a főbb tanulságok a következők voltak: „Sok nő van, akit Rife nem kedvel. Odavagy a monoklis pincérnőkért (miért nem tudnak a konyhában rejtőzködni?), a hippi csajokért, a vallásos exéért, a szabályok betartatására ragaszkodó légiutas-kísérőkért és a „nehézlányabbakért”. Az egyetlen nő, akit állítása szerint kedvel, azok a nagymamák, akikkel kefélni akar.” 
A különkiadás eleje egy családon belüli erőszakkal kapcsolatos vicc miatt váltott ki vitát. A vitára válaszul kiadott nyilatkozatában Rife egy hamis bocsánatkérő üzenetet egy olyan weboldalhoz kapcsolt, amely fogyatékkal élők számára kínált védősisakokat.  Rife további vitát váltott ki 2023 decemberében, miután egy hatéves gyermeknek küldött üzenetet állított, amelyben azt állította, hogy az édesanyja ajándékokat vásárolt neki az OnlyFans weboldalon keresett nyereségből.   A nyilvános felháborodást követően Rife törölte az üzenetet a hozzászólásai miatt. 
2025 júniusában Rife felkerült a Forbes legjobban kereső alkotói listájára, a 7. helyen végzett 50 millió dolláros becsült bevétellel. 

## Hatások
Rife azt mondta, hogy a legnagyobb hatással Dave Chappelle, Ricky Gervais és Dane Cook volt rá. Rife fellépett Dave Chappelle 50. születésnapi koncertjén a Madison Square Gardenben, és mentorának nevezte Chappelle-t.   Azt is mondta, hogy Adam Sandler, Jim Carrey, Jim Varney, David Spade, Pauly Shore és Robin Williams is hatással voltak rá.

## Magánélet
Rife jelenleg Rhode Islanden él, Burrillville közelében. 
Rife az Only Fans (2021) című vígjáték-különkiadásában megemlítette, hogy klinikai depresszióban és szorongásos zavarban szenved. 
Rife kereszténynek vallja magát, de nem vallásos,  egy Instagram- bejegyzésben azt írta, hogy „ugyanazért hordok Jézus-keresztet a nyakamban, amiért a hétköznapi srácok NBA-játékosok kosárlabda-mezét hordanak”. – Soha nem találkoztam a sráccal, de azt mondom az embereknek, hogy úgy tudok zsákolni, mint ő az LA Fitnessben." 

## Filmográfia

### Filmek
| Év   | Cím                        | Szerep                            | Megjegyzések            | Ref.          |
| ---- | -------------------------- | --------------------------------- | ----------------------- | ------------- |
| 2015 | Room 236                   | Matt / Premier Poker Club Orlando |                         | [ 27 ]        |
| 2017 | Sophomore Year             | Jake Riker                        |                         |               |
| 2018 | Black Pumpkin              | Flash                             |                         | [ 28 ]        |
| 2018 | The Debt                   | Matt                              | Short film              |               |
| 2019 | American Typecast          | Robber No. 2                      | Short film              |               |
| 2021 | After Masks                | Wolf                              | Segment: "Winners"      |               |
| 2021 | The Elevator               | Michael Juniper                   |                         | [ 29 ] [ 30 ] |
| 2021 | Death Link                 | Darrin                            |                         | [ 31 ]        |
| 2021 | Just Swipe                 | Colin                             |                         |               |
| 2022 | North of the 10            | Matt Downes                       |                         | [ 32 ]        |
| 2022 | The Curse of Wolf Mountain | James                             |                         | [ 33 ] [ 34 ] |
| 2023 | Karma's a Bitch            | Kyle                              |                         | [ 35 ]        |
| 2023 | Candy Flip                 | Nathan                            |                         |               |
| 2023 | Trapped Inn                | Connor                            | Also executive producer | [ 36 ] [ 37 ] |
| 2023 | The Private Eye            | Mort Madison                      |                         | [ 38 ]        |
| 2023 | Don't Suck                 | Ethan                             |                         | [ 39 ] [ 40 ] |
| 2025 | I Live Here Now            | Travis                            |                         | [ 41 ]        |

### TV
| Év                         | Cím                                          | Szerep        | Megjegyzések                                | Ref.   |
| -------------------------- | -------------------------------------------- | ------------- | ------------------------------------------- | ------ |
| 2014                       | Átlagos Joe                                  | Danny         | 3 epizód                                    | [ 42 ] |
| 2015–2017; 2020–2021, 2023 | Vad és ki                                    | Én            | 16 epizód                                   | [ 43 ] |
| 2015–2016                  | Játékosoknak szóló útmutató szinte mindenhez | Doyle O'Doyle | 2 epizód                                    | [ 44 ] |
| 2016                       | Wild 'N turnén                               | Ő maga        | 10 epizód                                   |        |
| 2016                       | HOGYAN KELL: Üdvözlünk a Howlerben           | Jesse         | 7 epizód                                    | [ 45 ] |
| 2017–2018                  | A kihívás: Bajnokok vs. Sztárok              | Én            | 8 epizód                                    | [ 46 ] |
| 2019                       | Brooklyn Nine-Nine                           | Brandon Bliss | Epizód: " A fecsegő "                       | [ 47 ] |
| 2019                       | Az orvosom üldözi: Egy alvajáró rémálma      | Oroszlán      | Televíziós film                             | [ 48 ] |
| 2019                       | Hozd a vicceset                              | Én            | Epizód: "A nyílt mikrofon 1"                | [ 49 ] |
| 2020                       | Frissen a hajóról                            | Logan         | Epizód: "Anya és én"                        | [ 47 ] |
| 2021                       | Burb járőr                                   | Alex          | 10 epizód                                   | [ 50 ] |
| 2024                       | Az a 90-es évekbeli műsor                    | Travis        | Epizód: "Barátok alacsony helyeken"         |        |
| 2025                       | Mo                                           | Jeff          | Epizód: "Oso Palestino (a palesztin medve)" |        |
| 2025                       | Szellem kalandok                             | Én            | Epizód: "Elhagyva a Whiskey Pete's-nél"     |        |

### Stand-up
| Év   | Cím                                       | Megjegyzések                                      | Hivatkozás(ok) |
| ---- | ----------------------------------------- | ------------------------------------------------- | -------------- |
| 2020 | ATL Vígjátékművészeti Fesztivál, 2. kötet | Író is                                            | [ 51 ] [ 52 ]  |
| 2021 | Matt Rife: Csak rajongók                  | Író és producer is; YouTube-különkiadás           | [ 53 ] [ 54 ]  |
| 2023 | Matthew Steven Rife                       | Író és producer is; YouTube-különkiadás           | [ 55 ] [ 54 ]  |
| 2023 | Sétáló vörös zászló                       | Író is; YouTube-különkiadás                       | [ 56 ] [ 54 ]  |
| 2023 | Természetes szelekció                     | Író és executive producer is; Netflix különkiadás |                |
| 2024 | Lucid: Tömegmunkálási különkiadás         | Netflix különkiadás                               |                |

## Fordítás
Ez a szócikk részben vagy egészben  a   Matt Rife című angol Wikipédia-szócikk ezen változatának fordításán alapul.  Az eredeti cikk szerkesztőit annak laptörténete sorolja fel. Ez a jelzés csupán a megfogalmazás eredetét és a szerzői jogokat jelzi, nem szolgál a cikkben szereplő információk forrásmegjelöléseként.